# The Talented Mr. Ripley
The Talented Mr. Ripley (bra: O Talentoso Ripley; prt: O Talentoso Sr. Ripley) é um filme estadunidense de suspense psicológico de 1999, escrito e dirigido por Anthony Minghella. Uma adaptação cinematográfica do romance homônimo de Patricia Highsmith de 1955, o filme é estrelado por Matt Damon como Tom Ripley, Jude Law como Dickie Greenleaf, Gwyneth Paltrow como Marge Sherwood, Cate Blanchett como Meredith Logue e Philip Seymour Hoffman como Freddie Miles.
O romance foi filmado duas vezes. Em 1957, uma versão de uma hora foi produzida para a série de TV antológica Studio One, dirigida por Franklin J. Schaffner, embora nenhuma gravação tenha sobrevivido. Em 1960, uma versão em filme foi lançada, intitulada Plein soleil e dirigida por René Clément, estrelando Alain Delon em seu primeiro papel importante. O filme de Claude Chabrol de 1968, Les biches, usa muitos elementos do romance de Highsmith, mas muda o gênero dos personagens principais.
The Talented Mr. Ripley foi um sucesso comercial e de crítica. Recebeu cinco indicações ao Oscar 2000, incluindo Melhor Roteiro Adaptado e Melhor Ator Coadjuvante para Law.

## Sinopse
Tom Ripley (Matt Damon) possui um dom incomum: é capaz de imitar, com perfeição, a assinatura, a voz, o modo de se mexer, ou seja, tudo de cada pessoa. Graças a um casaco emprestado, conhece o empresário Herbert Greenleaf (James Rebhorn), que lhe oferece mil dólares para ir à Europa trazer de volta o seu filho, Dickie (Jude Law).
Ripley aceita a oferta e termina por desfrutar da boa vida e da amizade de Dickie e da sua namorada Marge (Gwyneth Paltrow), tornando-se hóspede de ambos. Entretanto, desconfianças pairam sob o passado de Ripley, criando situações contrárias aos seus interesses, o que o leva a matar Dickie e assumir a sua identidade.

## Elenco
- Matt Damon como Tom Ripley
- Gwyneth Paltrow como Marge Sherwood
- Jude Law como Dickie Greenleaf
- Cate Blanchett como Meredith Logue
- Philip Seymour Hoffman como Freddie Miles
- Jack Davenport como Peter Smith-Kingsley
- James Rebhorn como Herbert Greenleaf
- Sergio Rubini como Inspetor Roverini
- Philip Baker Hall como Alvin MacCarron
- Celia Weston como tia Joan
- Rosario Fiorello como Fausto
- Stefania Rocca como Silvana
- Ivano Marescotti como Colonnello Verrecchia
- Silvana Bosi como Ermelinda

## Produção

### Elenco
The Guardian relatou em 2000 que Leonardo DiCaprio recusou a oferta para interpretar Ripley antes de Damon ser escalado para o papel. Minghella escalou Matt Damon após ver sua atuação em Good Will Hunting, porque ele sentiu que o ator tinha a mistura certa de "credibilidade e calor e generosidade" para envolver o público e ajudá-los a entender como Ripley "pensa e opera". A personagem Meredith Logue, não presente no romance, foi adicionada por Minghella com Cate Blanchett em mente. Ele ficou "fascinado" com Blanchett depois de conhecê-la e surpreso que ela estava realmente interessada em interpretar o pequeno papel; Minghella escreveu mais cenas para a personagem para expandir seu papel.
Minghella viu os diários de um filme que sua esposa Caroline Choa estava produzindo na época, The Wisdom of Crocodiles (1998), estrelado por Jude Law. O diretor ficou impressionado com o desempenho de Law e ofereceu-lhe o papel de Dickie; em sua "arrogância insana", como disse Law, ele inicialmente recusou, porque não queria brincar de "menino bonito". Depois de saber do elenco que Minghella estava se reunindo e entendendo que estaria "em boas mãos" com o diretor, Law posteriormente aceitou o papel.

### Filmagens
Além das primeiras cenas filmadas na cidade de Nova York, o filme foi rodado inteiramente em locações na Itália. A cidade turística de Positano, na encosta de um penhasco, e várias aldeias nas ilhas de Ischia e Procida, perto de Nápoles, foram usadas para representar a cidade fictícia de "Mongibello". Chuvas frequentes e imprevisíveis prejudicaram a produção, com Minghella afirmando que "tínhamos que entregar este maravilhoso mundo mediterrâneo, esse lindo mundo do sul da Itália, e nunca conseguiríamos fazer com que a Itália ficasse bonita...Nós dividiríamos as cenas, muitas vezes em palavras, e sair e pegar duas ou três palavras e então começaria a chover e teríamos que voltar novamente." As cenas que acontecem em San Remo foram na verdade filmadas em Anzio, uma cidade turística perto de Roma. Locais famosos incluem a Piazza Navona, a Escadarias da Praça da Espanha e a Piazza di Spagna em Roma, e o Caffè Florian na Piazza San Marco, em Veneza.
Para se preparar para o papel de Ripley, Damon perdeu 13 quilos e aprendeu a tocar piano. Jude Law ganhou peso e aprendeu a tocar saxofone para seu personagem; ele também quebrou uma costela ao cair para trás durante as filmagens da cena do crime no barco.

## Recepção

### Resposta crítica
O talentoso Ripley recebeu críticas geralmente positivas. No Rotten Tomatoes, o filme tem um índice de aprovação de 83%, baseado em críticas de 132 críticos, com média de 7.33/10. O consenso diz: "Com o desempenho perturbador de Matt Damon oferecendo um contraponto sombrio à direção brilhante de Anthony Minghella, O Talentoso Mr. Ripley é um thriller de suspense que perdura". No Metacritic, o filme tem uma pontuação média ponderada de 76/100 com base nas análises de 35 críticos, indicando análises "geralmente favoráveis". O público pesquisado pela CinemaScore deu ao filme uma nota "C+".
Roger Ebert deu ao filme quatro de quatro estrelas, chamando-o de "um thriller inteligente" que é "insidioso na maneira como nos leva a nos identificar com Tom Ripley ... Ele é um monstro, mas queremos que ele fuja com isso". Em sua crítica para o The New York Times, Janet Maslin elogiou o desempenho de Law: "Este é um papel de estrela para o sobrenaturalmente talentoso ator inglês Jude Law. Além de ser devastadoramente bonito, o Sr. Law dá a Dickie o maníaco, provocando poderes de manipulação que o tornam ardentemente cortejado por todos os homens ou mulheres que conhece”. Entertainment Weekly deu ao filme uma classificação "A-", e Lisa Schwarzbaum escreveu: "Damon é ao mesmo tempo uma escolha óbvia para o papel e difícil de vender para o público acalmado por sua jovialidade amigável ... a fachada funciona surpreendentemente bem quando Damon mantém aquele sorriso brilhante apenas alguns segundos a mais, seus olhos de escoteiro fixos apenas um piscar de olhos a mais do que o olhar calmo de qualquer jovem não assassino. E nessa opacidade vemos o horror".
Charlotte O'Sullivan da Sight & Sound escreveu: "Um thriller tenso e perturbador, marcado apenas por problemas de ritmo (a seção do meio se arrasta) e alguma caracterização implausível (a obsessão de Meredith por Ripley nunca convence), é cheio de vida vívida e miserável". Time o considerou um dos dez melhores filmes do ano e chamou-o de uma "reviravolta tortuosa no romance policial de Patricia Highsmith". James Berardinelli deu ao filme duas estrelas e meia em quatro, chamando-o de "uma adaptação sólida" que "vai prender a atenção do espectador", mas criticou "o desempenho fraco de Damon" e "um tempo de execução de cerca de 15 minutos também longo." Berardinelli comparou o filme desfavoravelmente com a adaptação anterior, Plein soleil, que ele deu quatro estrelas. Ele escreveu: "O remake remontava ao material original, The Talented Mr. Ripley de Patricia Highsmith. O resultado, embora indiscutivelmente mais fiel aos acontecimentos do livro de Highsmith, é muito inferior. Dizer que sofre em comparação com Plein soleil é um eufemismo. Quase todos os aspectos do filme de René Clément de 1960 são superiores aos da versão de Minghella de 1999, da cinematografia à atuação e ao roteiro. Matt Damon pode ser um Tom Ripley confiável, mas apenas para aqueles que nunca experimentaram O retrato de Alain Delon."
Em sua crítica para o The New York Observer, Andrew Sarris escreveu: "No balanço, vale a pena ver The Talented Mr. Ripley mais por sua jornada inegavelmente deliciosa do que por seu destino final. Talvez amoralidade de parede a parede e mal triunfante deixem muito amargo gosto residual mesmo para o paladar anti-Hollywood mais sofisticado". Em sua crítica para o The Guardian, Peter Bradshaw escreveu: "The Talented Mr. Ripley começa como uma exposição engenhosa da grande verdade sobre como encantar pessoas que têm algo a esconder: a saber, sua total confiança nos outros. Isso termina como um suspense desanimadoramente sem emoção e estudo de personagens desconcertantemente não convincente ". Em sua crítica para The Village Voice, Amy Taubin criticou Minghella como um "aspirante a diretor de cinema de arte que nunca tira os olhos da bilheteria, não se permite envolver em tamanha complexidade. Ele transforma The Talented Mr. Ripley em uma armadilha turística espetacular de um filme. O efeito é mais como ler o National Enquirer em um café com vista para o Adriático".
O diretor Florian Henckel von Donnersmarck citou The Talented Mr. Ripley como um de seus filmes favoritos de todos os tempos. Ele contratou seu compositor, Gabriel Yared, para escrever um tema para seu próprio filme, Das Leben der Anderen, e seu diretor de fotografia, John Seale, para trabalhar em seu segundo longa, The Tourist.

### Premiações
| Prêmio | Ano                                       | Categoria                                                             | Nomeados(s)                                                       | Resultado | Ref.   |
| ------ | ----------------------------------------- | --------------------------------------------------------------------- | ----------------------------------------------------------------- | --------- | ------ |
| 1999   | Oscar 2000                                | Melhor Ator Coadjuvante                                               | Jude Law                                                          | Indicado  | [ 26 ] |
| 1999   | Oscar 2000                                | Melhor roteiro baseado em material previamente produzido ou publicado | Anthony Minghella                                                 | Indicado  | [ 26 ] |
| 1999   | Oscar 2000                                | Melhor Direção de Arte                                                | Roy Walker (diretor de arte) Bruno Cesari (decorador de cenários) | Indicado  | [ 26 ] |
| 1999   | Oscar 2000                                | Melhor Figurino                                                       | Ann Roth Gary Jones                                               | Indicado  | [ 26 ] |
| 1999   | Oscar 2000                                | Melhor Trilha Sonora Original                                         | Gabriel Yared                                                     | Indicado  | [ 26 ] |
| 2000   | BAFTA Awards                              | Melhor Ator Coadjuvante                                               | Jude Law                                                          | Venceu    | [ 27 ] |
| 2000   | BAFTA Awards                              | Melhor Atriz Coadjuvante                                              | Cate Blanchett                                                    | Indicado  | [ 27 ] |
| 2000   | BAFTA Awards                              | Melhor Roteiro Adaptado                                               | Anthony Minghella                                                 | Indicado  | [ 27 ] |
| 2000   | BAFTA Awards                              | Melhor Cinematografia                                                 | John Seale                                                        | Indicado  | [ 27 ] |
| 2000   | BAFTA Awards                              | Melhor Direção                                                        | Anthony Minghella                                                 | Indicado  | [ 27 ] |
| 2000   | BAFTA Awards                              | Melhor Filme                                                          | William Horberg Tom Sternberg                                     | Indicado  | [ 27 ] |
| 2000   | BAFTA Awards                              | Melhor Trilha Sonora                                                  | Gabriel Yared                                                     | Indicado  | [ 27 ] |
| 2000   | Festival de Berlim                        | Urso de Ouro                                                          | Anthony Minghella                                                 | Indicado  |        |
| 2000   | Broadcast Film Critics Association Awards | Melhor Compositor                                                     | Gabriel Yared                                                     | Venceu    |        |
| 2000   | Broadcast Film Critics Association Awards | Melhor Filme                                                          | The Talented Mr. Ripley                                           | Indicado  |        |
| 2000   | Chicago Film Critics Association Awards   | Melhor Cinematografia                                                 | John Seale                                                        | Indicado  |        |
| 2001   | Empire Awards                             | Melhor Ator Britânico                                                 | Jude Law                                                          | Indicado  |        |
| 2000   | Prêmios Globo de Ouro de 2000             | Melhor Ator - Drama Cinematográfico                                   | Matt Damon                                                        | Indicado  | [ 28 ] |
| 2000   | Prêmios Globo de Ouro de 2000             | Melhor Diretor                                                        | Anthony Minghella                                                 | Indicado  | [ 28 ] |
| 2000   | Prêmios Globo de Ouro de 2000             | Melhor Filme – Drama                                                  | The Talented Mr. Ripley                                           | Indicado  | [ 28 ] |
| 2000   | Prêmios Globo de Ouro de 2000             | Melhor Trilha Sonora Original                                         | Gabriel Yared                                                     | Indicado  | [ 28 ] |
| 2000   | Prêmios Globo de Ouro de 2000             | Melhor Ator Coadjuvante – Filme                                       | Jude Law                                                          | Indicado  | [ 28 ] |
| 2000   | Las Vegas Film Critics Society Awards     | Melhor Ator                                                           | Matt Damon                                                        | Indicado  |        |
| 2000   | Las Vegas Film Critics Society Awards     | Melhor Diretor                                                        | Anthony Minghella                                                 | Indicado  |        |
| 2000   | Las Vegas Film Critics Society Awards     | Melhor Cinematografia                                                 | John Seale                                                        | Indicado  |        |
| 2000   | Las Vegas Film Critics Society Awards     | Melhor Filme                                                          | The Talented Mr. Ripley                                           | Indicado  |        |
| 2000   | Las Vegas Film Critics Society Awards     | Melhor Trilha Sonora                                                  | Gabriel Yared                                                     | Indicado  |        |
| 2000   | Las Vegas Film Critics Society Awards     | Melhor Roteiro                                                        | Anthony Minghella                                                 | Indicado  |        |
| 2000   | London Film Critics Circle Awards         | Roteirista Britânico do Ano                                           | Anthony Minghella                                                 | Indicado  |        |
| 2000   | London Film Critics Circle Awards         | Ator Coadjuvante Britânico do Ano                                     | Jude Law                                                          | Indicado  |        |
| 2000   | MTV Movie Awards                          | Melhor Sequência Musical                                              | Matt Damon Rosario Fiorello Jude Law                              | Indicado  |        |
| 2000   | MTV Movie Awards                          | Melhor Vilão                                                          | Matt Damon                                                        | Indicado  |        |
| 2000   | National Board of Review Awards 1999      | Melhor Diretor                                                        | Anthony Minghella                                                 | Venceu    | [ 29 ] |
| 2000   | National Board of Review Awards 1999      | Melhor Ator Coadjuvante                                               | Philip Seymour Hoffman                                            | Venceu    | [ 29 ] |
| 2000   | National Board of Review Awards 1999      | Os dez melhores filmes                                                | The Talented Mr. Ripley                                           | Indicado  | [ 29 ] |
| 2000   | Online Film Critics Society Awards        | Melhor Roteiro Adaptado                                               | Anthony Minghella                                                 | Indicado  |        |
| 1999   | Prêmios Satellite                         | Melhor Roteiro Adaptado                                               | Anthony Minghella                                                 | Indicado  |        |
| 1999   | Prêmios Satellite                         | Melhor Cinematografia                                                 | John Seale                                                        | Indicado  |        |
| 1999   | Prêmios Satellite                         | Melhor Diretor                                                        | Anthony Minghella                                                 | Indicado  |        |
| 1999   | Prêmios Satellite                         | Melhor Edição                                                         | Walter Murch                                                      | Indicado  |        |
| 1999   | Prêmios Satellite                         | Melhor Filme                                                          | The Talented Mr. Ripley                                           | Indicado  |        |
| 1999   | Prêmios Satellite                         | Melhor Ator Coadjuvante - Drama Cinematográfico                       | Jude Law                                                          | Indicado  |        |
| 2000   | Teen Choice Awards                        | Choice Movie: Actor                                                   | Matt Damon                                                        | Indicado  |        |
| 2000   | Teen Choice Awards                        | Choice Movie: Breakout Star                                           | Jude Law                                                          | Indicado  |        |
| 2000   | Teen Choice Awards                        | Choice Movie: Drama                                                   | The Talented Mr. Ripley                                           | Indicado  |        |
| 2000   | Teen Choice Awards                        | Choice Movie: Mentiroso                                               | Matt Damon                                                        | Indicado  |        |
| 2000   | Writers Guild of America Awards           | Melhor Roteiro Adaptado                                               | Anthony Minghella                                                 | Indicado  |        |